# Volksbank Erft
Die Volksbank Erft eG ist eine deutsche Genossenschaftsbank mit Sitz in Elsdorf (Rheinland).

## Geschäftsgebiet
Das Geschäftsgebiet der Genossenschaftsbank Volksbank Erft eG umfasst den nördlichen Rhein-Erft-Kreis sowie Teile des Rhein-Kreises Neuss mit insgesamt 18 Filialen und 11 SB-Servicestationen bzw. extern betriebenen Geldautomaten in den Städten Elsdorf, Bedburg, Bergheim, Dormagen, Frechen, Grevenbroich, Jüchen, Kerpen, Korschenbroich und Pulheim.

## Geschichte
Die Volksbank Erft eG wurde 1893 unter der Bezeichnung „Escher Spar- und Darlehenskassenverein“  gegründet. Im Zuge mehrerer Fusionen, im Jahr 2011 mit der Raiffeisenbank von 1895 und im Jahre 2017 mit der Raiffeisenbank Grevenbroich eG, entstand die heutige Volksbank Erft eG.

## Unternehmensstruktur
Die Volksbank Erft eG ist eine selbstständige deutsche Genossenschaftsbank, die ausschließlich ihren Mitgliedern gehört. Ihre Rechtsgrundlagen sind das Genossenschaftsgesetz, das Kreditwesengesetz und die durch die Vertreterversammlung erlassene Satzung. Die Bank ist Teil der Genossenschaftlichen FinanzGruppe Volksbanken Raiffeisenbanken. Ihre Finanzpartner sind z. B. die Bausparkasse Schwäbisch Hall, easyCredit, R+V Versicherung und Union Investment.